# Cenciara
Cenciara è una frazione del comune di Concerviano - in provincia di Rieti - di cui costituisce un'exclave nel territorio di Longone Sabino abbracciato, a nord, dal lembo più estremo verso meridione del territorio del comune di Rieti. 

## Storia
È probabile che anche Cenciara, al pari di altri centri nel territorio tra il fiume Salto ed il fiume Turano, abbia avuto origine da un piccolo nucleo di abitazioni, sorte intorno ad una chiesa isolata, andato poi incontro al fenomeno dell'incastellamento all'epoca delle scorrerie dei saraceni - in quell'area - nel X secolo o forse precedentemente - già nel V secolo - all'epoca dell'invasione dei Visigoti in Italia.
Le prime menzioni circa il castello di Cenciara nelle fonti medioevali sono del XIII secolo quando il paese faceva già parte dei castelli dell'abbazia di San Salvatore Maggiore tra i quali era noto come Cenciara o Censuaria.
Dopo la frammentazione dei territori abbaziali, nell'Ottocento, Cenciara è passata a far parte del territorio del comune di Concerviano.
Nel Novecento, dopo gli eventi della seconda guerra mondiale, Cenciara assunse rinomanza per essere il luogo natale dell'avvocato Marzio Bernardinetti: sindaco di Concerviano prima e figura di riferimento poi nella politica locale, a lungo - per oltre 20 anni - membro del parlamento italiano con il ruolo di deputato alla Camera (1948-1958,1961-1963) e di membro del Senato (1963-1972). 

## Monumenti e luoghi d'interesse

### Architetture civili

#### Borgo medievale
Cenciara si presenta come un piccolo borgo medioevale del quale si riconoscono ancora le mura - nel perimetro delle abitazioni del centro storico - e la porta di accesso. Dinanzi alla porta una piccola piazza accoglie la piccola chiesa parrocchiale: questa piazza è raccordata con un più ampio piazzale - situato al fianco della chiesa verso la valle del Salto e sul retro della stessa chiesa verso sud - che ospita le feste e gli eventi del paese.
Dal borgo, verso est, è possibile ammirare un ampio panorama sulla valle del Salto da cui si gode la vista delle imponenti pareti di roccia delle falesie di Grotti, nel comune di Cittaducale.  

### Architetture Religiose

#### Chiesa di Sant'Egidio
Sulla piazza antistante la porta, luogo di incontro degli abitanti dal paese, si affaccia la chiesa intitolata a Sant'Egidio abate, santo patrono del paese dai tempi del governo abbaziale, cui si è aggiunto - più recentemente - San Vincenzo Ferrer come co-partrono.  

### Aree Naturali

#### Piana di San Nicola
Al di fuori del paese, verso sud, si trova la Piana di San Nicola, una delle porzioni pianeggianti di più ampia estensione del territorio compreso tra le valli dei fiumi Salto e del Turano ove era possibile, fin dall'antichità, la coltivazione estensiva di frumento. A sud, verso il territorio di Roccaranieri, la piana è limitata dalla porzione di territorio - ricco di boschi di castagno - denominato "Le Piana".

#### Sentieri
Sul territorio di Cenciara è presente una significativa quantità di sentieri che ripercorrono la rete sentieristica presente sin dai tempi dell'abbazia di San Salvatore Maggiore:
- Sentiero verso il Fosso della Mola di Cenciara e la Valle del Salto: offriva l'acceso, nei tempi passati, alla mola - ovvero al mulino del paese - e alla sottostante valle del Salto. Il sentiero costeggia, nel suo percorso verso valle, una parete di roccia al di sotto dell'abitato e vari imponenti massi prima di giungere a valle nei pressi della foce del Fosso della Mola di Cenciara sul fiume Salto. Il fondo del sentiero è naturale, in terra. Nel suo ultimo tratto verso valle il fondo è in sassi e sono presenti - in corrispondenza di alcuni piccoli tornanti - delle cordonate in pietra.

- Sentiero sul Fosso di San Biagio (detto anche Fosso delle Ro'ce): è parte del sentiero che permetteva di raggiungere Cenciara dell'altro castello abbaziale di Porcigliano, oggi Fassinoro. Il sentiero percorre il cigno meridionale del Fosso di San Biagio (che assume poi il nome di Fosso della Mola di Cenciara).

- Strade forestali e sentieri verso i castagneti de le Piana: dalla Piana di San Nicola si sviluppa una rete di strade forestali e sentieri che si addentrano e servono da accesso ai terreni nei castagneti de Le Piana.

#### Forra del Fosso della Mola di Cenciara
Il sentieri verso il Fosso della Mola ed il Fosso di San Biagio offrono la possibilità di raggiungere la Forra di Cenciara, meta apprezzata dagli appassionati per la pratica del torrentismo.

## Società

### Tradizioni e folclore
- Festa di Sant'Egidio Abate, 1 Settembre[8].

## Economia

### Agricoltura
La Piana di san Nicola nel territorio di Cenciara offre, ancora oggi, la presenza di colture di frumento e altri cereali, tra le più vaste tra quelli ancora presenti nell'area montuosa compresa tra il fiume Salto ed il fiume Turano. I castagneti de Le Piana sono solo in parte sfruttati per la raccolta di castagne da parte degli abitanti di Cenciara e dei borghi limitrofi che spesso trovano più profittevole impiegare quei boschi per la vendita di legname alla locale industria boschiva.

### Turismo
Il paesaggio e la natura del territorio, in gran parte ancora intatti, hanno promosso - negli ultimi anni - timidi accenni nel settore del turismo. All'interesse degli appassionati di torrentismo verso la Forra della Mola di Cenciara si affianca quello degli appassionati di escursionismo e di equitazione - pratica facilitata dalla presenza nella Piana di San Nicola di un maneggio - verso la rete sentieristica presente sul territorio.